# Râul Valea Vadului, Ocolișel
Râul Valea Vadului este un afluent al râului Ocolișel. 

## Hărți
- Harta Munții Apuseni
- Harta Județul Alba